# 布里奇沃特鎮區 (明尼蘇達州賴斯縣)
布里奇沃特鎮區（英語：Bridgewater Township）是位於美國明尼蘇達州賴斯縣的一個行政鎮區。

## 地方資料
布里奇沃特鎮區的面積為92.96平方千米，當中陸地面積為92.68平方千米，而水域面積為0.28平方千米。根據2020年美國人口普查的數據，當地共有人口1840人，而人口密度為每平方千米19.79人。